# Benzínová čerpací stanice v Bruntále
Benzínová čerpací stanice v Bruntále je zaniklá čerpací stanice pohonných hmot, která stála na severní straně silnice z Bruntálu do Starého Města. Dne 17. prosince 2010 byl podán návrh na prohlášení kulturní památkou, který byl 3. března 2011 zamítnut.

## Historie
Čerpací stanice byla postavena v roce 1957. Před rokem 1989 přestala být využívána a více než 20 let chátrala; objekt po postavení nové čerpací stanice nesloužil svému účelu a nenašel nové využití. Jejím vlastníkem byly v roce 2011 Jesenické mlékárny a.s., které neměly prostředky na její odstranění a pozemek s čerpací stanicí odprodávaly. Stavba byla zbořena mezi lety 2016 a 2018.

## Popis
Drobná stavba na symetrickém půdorysu písmene „T“ byla tvořena drobnou přízemní provozní budovou, jejíž zastřešení přesahovalo na ostrůvek s čerpacími stojany. Kolmý výběžek střechy přecházel nad střechu provozní budovy a vytvářel krytý a před povětrností chráněný koridor. Konstrukce zastřešení byla železobetonová, plochou střechu nesla šestice hladkých sloupů kruhového průřezu. Střecha byla v rozích křídel zastřešení mírně zaoblená. K prostoru čerpací stanice vedla z budovy dvojice oken v průčelí a okno v ustupujícím nároží, jihozápadní průčelí vedoucí k čerpací stanici bylo obloženo keramickým obkladem.
V roce podání návrhu se stavba nacházela v torzálním stavu bez původního vybavení, které by připomínalo její funkci. Chyběla okna, dveře i dešťové svody, byly vybourány vnitřní příčky, odstraněny čerpací stojany, obklady opadávaly, do objektu zatékalo a železobetonová konstrukce se začínala rozpadat. Z ostrůvků se dochovaly pouze obrubníky a na příjezdových cestách zbytky dlažby ze žulových kostek.